# Józef Hofmann

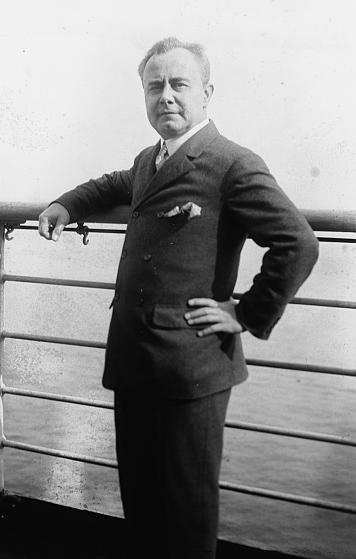
Józef Hofmann.

Józef Kazimierz Hofmann, även Josef Hofmann, född 20 januari 1876 i Podgórze vid Kraków, död 16 februari 1957 i Los Angeles, var en polsk pianist.
Hofmann undervisades av sin far och framträdde redan innan 10-årsåldern som underbarn. Efter några års konsertresor drog han sig tillbaka till ett stilla studieliv under Anton Rubinsteins och Eugen d'Alberts ledning, och först i mitten av 1890-talet återkom han och väckte i Tyskland åter stor uppmärksamhet. Han utgav en pianokonsert och andra mindre kompositioner för sitt instrument samt en Piano Playing (1908).